# Sông Tefé
```
Sông Tefé
 (trước đây gọi là 
Teffé
; 
Tiếng Bồ Đào Nha
: Rio Tefé) là một 
nhánh
 của 
sông Amazon
 (ở khu vực Solimões) ở 
bang Amazonas
, tây bắc 
Brazil
.
```

Sông Tefé chảy qua khu rừng ẩm Juruá-Purus. Nó tạo ra một ranh giới phía đông ngăn cách khu vực Rừng Quốc gia Tefé vào năm 1989. Ngay trước khi chảy vào nhánh chính của sông Amazon, nhánh sông này tạo thành Hồ Tefé (tiếng Bồ Đào Nha: Lago Tefé) với thành phố Tefé nằm bên bờ hồ. Sông Tefé là một dòng sông nước đen.